# غوردون بك
غوردون بَك (بالإنجليزية: Gurdon Buck)‏ ـ (4 مايو 1807 ـ 6 مارس 1877) هو جراح تجميل عسكري أمريكي رائد، خدم في الحرب الأهلية الأمريكية. كان أول طبيب يُدرج في مؤلفاته وأبحاثة المنشورة صورًا فوتوغرافية التُقطت قبل العملية الجراحية وبعدها. تُنسب إليه كل من لفافة بك (بالإنجليزية: Buck's fascia)‏ وامتداد بك (بالإنجليزية: Buck's extension)‏.

## تعليمه
تخرج بك في كلية الأطباء والجراحين بجامعة كولومبيا سنة 1830، وعمل طبيبًا مقيمًا بمستشفى نيويورك، كما دَرَس في باريس وبرلين وفيينا.

## حياته المهنية
عُين بك جراحًا زائرًا بمستشفى نيويورك سنة 1837، حيث قضى ما تبقى من عمره، كما عُين طبيبًا بمشفى نيويورك للعين والأذن.

## إسهاماته العلمية
في سنة 1845، التقط بك أول صور سريرية ونشر نسخة لها محفورة على الخشب في أطروحته «تيبس مفصل الركبة في زاوية قائمة» (بالإنجليزية: The Knee Joint Anchylosed at a Right Angle)‏، وكانت هذه أول صورة طبية عرفها تاريخ النشر العلمي الطبي.
في سنة 1847، كان بك زميلًا مؤسسًا لأكاديمية نيويورك للطب. وقد ألّف كتاب «إسهامات في الطب الترميمي»، الذي يعد أول كتاب أمريكي في جراحة التجميل، ونُشر في نيويورك قبل عام من وفاته.